# Dusjinkovo
Dusjinkovo (bulgariska: Душинково) är ett distrikt i Bulgarien.   Det ligger i kommunen Obsjtina Dzjebel och regionen Kărdzjali, i den södra delen av landet, 220 km sydost om huvudstaden Sofia.